# Trbojsko jezero
Trbojsko jezero (tudi Mavčiško, Mavško, Žerjavško ali Kranjsko jezero) je umetno jezero zahodno od vasi Trboje na Gorenjskem. Nastalo je leta 1986 z zajezitvijo reke Save za hidroelektrarno Mavčiče.
Upravno je jezero razdeljeno med občine Kranj, Šenčur in Medvode. Pokriva površino enega kvadratnega kilometra in je globoko do 17 metrov. Jezero je delno potopilo sotesko Zarica, od katere so na severnih bregovih ostale strme stene iz konglomerata. Ob jezeru leži več naselij: na levem oziroma vzhodnem bregu Žerjavka, Trboje in Moše, na desnem pa Jama, Praše in Mavčiče.
Jezero je znano po pestrosti ptic, ki jih je bilo popisanih več kot 100 vrst. Na njem ima edino znano gnezdišče v Sloveniji veliki žagar, zabeležene pa so bile tudi druge redke vrste kot mali žagar, zimska raca, beloliska in kostanjevka. Na bregovih soteske na neobičajno nizkih nadmorskih višinah uspeva alpinska vegetacija vključno s planiko. Priljubljeno je za ribarjenje in kot turistično-rekreacijska točka.